# Нельсон-Бонд, Трент
Трент Нельсон-Бонд (англ. Trent Nelson-Bond, род. 30 декабря 1979 года) — австралийский фигурист, выступавший в танцах на льду с Натали Бак. Пятикратные чемпионы Австралии по фигурному катанию, они также участвовали на чемпионатах мира и Четырёх континентов, но занимали там, как правило, невысокие места.
Нельсон-Бонд родился в Сиднее. Он занялся фигурным катанием в возрасте семи лет, а в 13 начал выступать в танцах на льду. Изначально спортсмен катался с Даниэль Ригг-Смит, но пара распалась и, в поисках новой партнёрши, Нельсон-Бонд познакомился с Натали Бак. Их лучшим достижением стало 12-е место на чемпионате Четырёх континентов 2004 и чемпионате Четырёх континентов 2006 года. В 2006 году спортсмены закончили любительскую карьеру.